# Казахстан на летних Олимпийских играх 2008
Олимпийская сборная Казахстана на Играх XXIX Олимпиады была представлена 132 спортсменами, которые соревновались в 22 видах спорта. Руководителем команды являлся президент федерации тяжёлой атлетики Республики Казахстан Кайрат Турлыханов.
По итогам Олимпийских игр спортсмены из Казахстана заняли общекомандное 29-е место, завоевав 2 золотые, 4 серебряных и 7 бронзовых медалей. Наиболее успешными были казахстанские атлеты в соревнованиях по тяжёлой атлетике (1 золотая, 2 серебряных и 1 бронзовая медаль), боксу (1 золотая и 1 бронзовые медали) и борьбе (1 серебряная и 4 бронзовые медали). Но в 2016 году пятеро призёров из Казахстана были уличены в применении допинга и лишены своих медалей.
Перед олимпиадой в Пекине правительство Казахстана повысило размер премиальных казахстанским спортсменам. За золотую медаль все атлеты получили по 250 тысяч долларов США, за серебряные — по 150 тысяч, бронзовые — 75 тысяч долларов. Денежные премии получили также атлеты, занявшие 4-е, 5-е и 6-е места (30, 10 и 5 тысяч долларов соответственно). Впоследствии выявленные в допинге спортсмены не возвращали обратно премиальные. Также государство не премировало тех спортсменов, кто стал призёром после пересмотров итогов.

## Медали
| Место (медаль) | Спортсмен          | Вид спорта       | Дисциплина                              |
| -------------- | ------------------ | ---------------- | --------------------------------------- |
| Золото         | Бакыт Сарсекбаев   | Бокс             | Мужчины — до 69 кг                      |
| Золото         | Алла Важенина      | Тяжёлая атлетика | Женщины — до 75 кг                      |
| Серебро        | Ольга Рыпакова     | Тройной прыжок   | Тройной прыжок, женщины                 |
| Серебро        | Асхат Житкеев      | Дзюдо            | Мужчины — до 100 кг                     |
| Серебро        | Нурбахыт Тенизбаев | Борьба           | Греко-римская борьба — до 60 кг         |
| Бронза         | Елена Шалыгина     | Борьба           | Вольная борьба среди женщин — до 63 кг  |
| Бронза         | Марид Муталимов    | Борьба           | Вольная борьба среди мужчин — до 120 кг |
| Бронза         | Еркебулан Шыналиев | Бокс             | До 81 кг                                |
| Бронза         | Арман Чилманов     | Тхэквондо        | Мужчины — свыше 80 кг                   |

### Изменение в медальном зачете
| Место (медаль) | Спортсмен          | Вид спорта       | Дисциплина                             | Дата пересмотра | Причина            |
| -------------- | ------------------ | ---------------- | -------------------------------------- | --------------- | ------------------ |
| Золото         | Илья Ильин         | Тяжёлая атлетика | Мужчины — до 94 кг                     | 25.11.2016      | допинг             |
| Золото         | Алла Важенина      | Тяжёлая атлетика | Женщины — до 75 кг                     | 17.11.2016      | допинг у соперниц  |
| Серебро        | Таймураз Тигиев    | Борьба           | Вольная борьба среди мужчин — до 96 кг | 17.11.2016      | допинг             |
| Серебро        | Ирина Некрасова    | Тяжёлая атлетика | Женщины — до 63 кг                     | 17.11.2016      | допинг             |
| Серебро        | Нурбахыт Тенизбаев | Борьба           | Греко-римская — до 60 кг               | 17.11.2016      | допинг у соперника |
| Бронза         | Мария Грабовецкая  | Тяжёлая атлетика | Женщины — свыше 75 кг                  | 17.11.2016      | допинг             |
| Бронза         | Асет Мамбетов      | Борьба           | Греко-римская — до 96 кг               | 17.11.2016      | допинг             |
| Серебро*       | Ольга Рыпакова     | Тройной прыжок   | -                                      | идёт пересмотр  | допинг у соперниц  |

## Бокс
Спортсменов — 10
Тренеры: Дамир Буданбеков (главный), Александр Апачинский, Александр Стрельников, Мырзагали Айтжанов, Нурлан Акурпеков.
Руководитель команды — Узакбай Карабалин (президент федерации бокса республики).
| Спортсмен          | Категория   | 1/16                     | 1/8                           | Четвертьфинал                 | Полуфинал          | Финал                      |
| Спортсмен          | Категория   | Результат                | Результат                     | Результат                     | Результат          | Результат                  |
| ------------------ | ----------- | ------------------------ | ----------------------------- | ----------------------------- | ------------------ | -------------------------- |
| Биржан Жакыпов     | До 48 кг    | Пал Бедак В 7-6          | Оганес Даниелян В 13-7        | Цзоу Шимин П 4-9              | не прошёл          | не прошёл                  |
| Мират Сарсембаев   | До 51 кг    | Рафал Кацзор В 14-5      | Георгий Балакшин П 4-12       | не прошёл                     | не прошёл          | не прошёл                  |
| Канат Абуталипов   | До 54 кг    |                          | Янкьель Леон П 3-10           | не прошёл                     | не прошёл          | не прошёл                  |
| Галиб Джафаров     | До 57 кг    | Шахин Имранов П 5-9      | не прошёл                     | не прошёл                     | не прошёл          | не прошёл                  |
| Мерей Акшалов      | До 60 кг    | Миклош Варга В 12-3      | Ху Цин П 7-11                 | не прошёл                     | не прошёл          | не прошёл                  |
| Серик Сапиев       | До 64 кг    |                          | Джонни Санчес В 22-3          | Манус Бунчамнонг П 5-7        | 5 место            | 5 место                    |
| Бахыт Сарсекбаев   | До 69 кг    | Адам Трупиш В 20-1       | Виталий Грушак В RSCI R2 1:18 | Дильшод Махмудов В 12-7       | Ким Чон Джу В 10-6 | Карлос Банто Суарес В 18-9 |
| Бахтияр Артаев     | До 75 кг    | Саид Рашиди В 8-2        | Матвей Коробов В 10-7         | Джеймс Дигейл П 3-8           | не прошёл          | не прошёл                  |
| Еркебулан Шыналиев | До 81 кг    | Даугирдас Шемётас В 11-3 | Карлос Негрон Колон В 9-3     | Джахон Курбанов В DSQ R3 1:43 | Чжан Сяопин П 4-4  | не прошёл                  |
| Руслан Мырсатаев   | Свыше 91 кг |                          | Дэн Бехан В RSC R1 0:49       | Чжан Чжилэй П 2-12            | не прошёл          | не прошёл                  |

## Борьба
Спортсменов — 16
Вольная борьба среди мужчин
Тренеры: Малик Надирбеков (главный), Бауыржан Нурмаханов.
| Спортсмен            | Категория | Квалификация   | 1/8           | Четвертьфиналы | Полуфиналы       | Финал         | Дополнительный раунд 1 | Дополнительный раунд 2 | Матч за 3-е место | Место |
| Спортсмен            | Категория | Результат      | Результат     | Результат      | Результат        | Результат     | Результат              | Результат              | Результат         | Место |
| -------------------- | --------- | -------------- | ------------- | -------------- | ---------------- | ------------- | ---------------------- | ---------------------- | ----------------- | ----- |
| Жасулан Мухтарбекулы | До 55 кг  | Мансуров 0-3 П | не прошёл     | не прошёл      | не прошёл        | не прошёл     | не прошёл              | не прошёл              | не прошёл         |       |
| Бауржан Оразгалиев   | До 60 кг  | не участвовал  | Дутт 1-3 П    | не прошёл      | не прошёл        | не прошёл     | не прошёл              | не прошёл              | не прошёл         |       |
| Леонид Спиридонов    | До 66 кг  | Ван Цян 3-1 В  | Азизов 3-0 В  | Фарниев 3-1 В  | Стадник 0-3 П    | не прошёл     | не участвовал          | не участвовал          | Кумар 1-3 П       |       |
| Геннадий Лалиев      | До 84 кг  | Сохиев 1-3 П   | не прошёл     | не прошёл      | не прошёл        | не прошёл     | не прошёл              | не прошёл              | не прошёл         |       |
| Таймураз Тигиев      | До 96 кг  | не участвовал  | Вивенес 3-0 В | Батиста 3-0 В  | Гогшелидзе 3-1 В | Мурадов 0-3 П | не участвовал          | не участвовал          | не участвовал     | 2     |
| Марид Муталимов      | До 120 кг | не участвовал  | Ким 3-1 В     | Полатчи 3-1 В  | Ахмедов 0-3 П    | не прошёл     | не участвовал          | не участвовал          | Масуми 3-1 В      | 3     |

Вольная борьба среди женщин
Тренеры: Саржан Жаксыбеков (главный), Николай Белов.
| Спортсмен        | Категория | Квалификация   | 1/8               | Четвертьфиналы | Полуфиналы | Финал     | Дополнительный раунд 1 | Дополнительный раунд 2 | Матч за 3-е место | Место |
| Спортсмен        | Категория | Результат      | Результат         | Результат      | Результат  | Результат | Результат              | Результат              | Результат         | Место |
| ---------------- | --------- | -------------- | ----------------- | -------------- | ---------- | --------- | ---------------------- | ---------------------- | ----------------- | ----- |
| Татьяна Бакатюк  | До 48 кг  | не участвовала | Энгельгардт 3-0 В | Медрано 3-0 В  | Хвин 0-3 П | не прошла | не участвовала         | не участвовала         | Стадник 1-3 П     |       |
| Ольга Смирнова   | До 55 кг  | не участвовала | Филиппова 3-1 В   | Сюй Ли 3-1 В   | не прошла  | не прошла | не участвовала         | Павел 1-3 П            | не прошла         |       |
| Елена Шалыгина   | До 63 кг  | не участвовала | Карташова 0-3 П   | не прошла      | не прошла  | не прошла | не участвовала         | Васева 3-0 В           | Легран 3-1 В      | 3     |
| Ольга Жанибекова | До 72 кг  | не участвовала | Консейсау         | не прошла      | не прошла  | не прошла | не прошла              | не прошла              | не прошла         |       |

Греко-римская
Тренеры: Танат Сагандыков (главный), Юрий Мельниченко.
| Спортсмен          | Категория | Квалификация   | 1/8            | Четвертьфиналы   | Полуфиналы    | Финал     | Дополнительный раунд 1 | Дополнительный раунд 2 | Матч за 3-е место | Место |
| Спортсмен          | Категория | Результат      | Результат      | Результат        | Результат     | Результат | Результат              | Результат              | Результат         | Место |
| ------------------ | --------- | -------------- | -------------- | ---------------- | ------------- | --------- | ---------------------- | ---------------------- | ----------------- | ----- |
| Асет Иманбаев      | До 55 кг  | не участвовала | Амоян 1-3 П    | не прошёл        | не прошёл     | не прошёл | не прошёл              | не прошёл              | не прошёл         |       |
| Нурбахыт Тенизбаев | До 60 кг  | не участвовала | Берге 3-0 В    | Чон Джихён 3-1 В | Рагимов 1-3 П | не прошёл | не участвовал          | не участвовал          | Шэн Цзян 3-1 В    | 3     |
| Дархан Баяхметов   | До 66 кг  | не участвовал  | Тэтнер 3-1 В   | Ли Яньянь 3-1 В  | Гено 1-3 П    | не прошёл | не участвовал          | не участвовал          | Семёнов 1-3 П     |       |
| Роман Мелёшин      | До 74 кг  | не участвовал  | Шахсаван 3-1 В | Михалович 1-3 П  | не прошёл     | не прошёл | не прошёл              | не прошёл              | не прошёл         |       |
| Андрей Самохин     | До 84 кг  | не участвовал  | Мишин 1-3 П    | не прошёл        | не прошёл     | не прошёл | не прошёл              | не прошёл              | не прошёл         |       |
| Асет Мамбетов      | До 96 кг  | Хуштов 0-3 П   | не прошёл      | не прошёл        | не прошёл     | не прошёл | Тимончини 3-1 В        | Езерскис 3-1 В         | Швец 3-1 В        | 3     |

## Велоспорт

### Шоссейный велоспорт
Спортсменов — 3
Главный тренер — Александр Надобенко. Механик — Дмитрий Седун.
Мужчины
| Спортсмен        | Вид соревнований                    | Время                  | Место          |
| ---------------- | ----------------------------------- | ---------------------- | -------------- |
| Максим Иглинский | Групповая гонка                     | не финишировал         | не финишировал |
| Андрей Мизуров   | Групповая гонка                     | 6ч26:27 (+2:38)        | 43             |
| Андрей Мизуров   | Гонка на время с раздельным стартом | 1ч06:32.05 (+04:21.20) | 23             |

Женщины
| Спортсмен        | Вид соревнований                    | Время                | Место |
| ---------------- | ----------------------------------- | -------------------- | ----- |
| Зульфия Забирова | Групповая гонка                     | 3ч32:45 (+0:21)      | 10    |
| Зульфия Забирова | Гонка на время с раздельным стартом | 36:29.47 (+01:37.25) | 9     |

## Волейбол
Спортсменов — 12
Женская команда
Ольга Грушко, Ольга Наседкина, Ольга Карпова, Коринна Ишимцева, Елена Эзау, Ксения Илющенко, Наталья Жукова, Юлия Куцко, Елена Павлова, Инна Матвеева, Ирина Зайцева, Татьяна Пюрова.
Главный тренер — Виктор Журавлев.
Отборочный раунд. Группа B
| Место | Команда   | Очки | Победы | Поражения | Очки выигр. | Очки проигр. | Отношение | Сеты выигр. | Сеты проигр. | Отношение |
| ----- | --------- | ---- | ------ | --------- | ----------- | ------------ | --------- | ----------- | ------------ | --------- |
| 1     | Бразилия  | 10   | 5      | 0         | 377         | 226          | 1.668     | 15          | 0            | МАКС      |
| 2     | Италия    | 9    | 4      | 1         | 372         | 315          | 1.181     | 12          | 4            | 3.000     |
| 3     | Россия    | 8    | 3      | 2         | 353         | 312          | 1.131     | 10          | 6            | 1.667     |
| 4     | Сербия    | 7    | 2      | 3         | 343         | 349          | 0.983     | 6           | 10           | 0.600     |
| 5     | Казахстан | 6    | 1      | 4         | 323         | 404          | 0.800     | 4           | 13           | 0.308     |
| 6     | Алжир     | 5    | 0      | 5         | 230         | 392          | 0.587     | 1           | 15           | 0.067     |

| 9 августа 2008 12:00 | Отчёт | Сербия                                    | 3 : 1 | Казахстан | Пекинский институт технологий Зрителей: 1 800 Судьи: Митч Дэвидсон Виктор Мануэль Родригес |
| 9 августа 2008 12:00 | Отчёт | Счёт по сетам: 25:21, 25:17, 23:25, 25:21 |       |           | Пекинский институт технологий Зрителей: 1 800 Судьи: Митч Дэвидсон Виктор Мануэль Родригес |
| 9 августа 2008 12:00 | Отчёт | 98                                        | Очки  | 84        | Пекинский институт технологий Зрителей: 1 800 Судьи: Митч Дэвидсон Виктор Мануэль Родригес |

| 11 августа 2008 12:00 | Отчёт | Казахстан                          | 0 : 3 | Италия | Пекинский институт технологий Зрителей: 3 100 Судьи: Патрисия Сальваторе Умберто Салас |
| 11 августа 2008 12:00 | Отчёт | Счёт по сетам: 19:25, 15:25, 21:25 |       |        | Пекинский институт технологий Зрителей: 3 100 Судьи: Патрисия Сальваторе Умберто Салас |
| 11 августа 2008 12:00 | Отчёт | 55                                 | Очки  | 75     | Пекинский институт технологий Зрителей: 3 100 Судьи: Патрисия Сальваторе Умберто Салас |

| 13 августа 2008 12:30 | Отчёт | Россия                             | 3 : 0 | Казахстан | Столичный крытый стадион Зрителей: 12 000 Судьи: Лю Цзянь Патрисия Сальваторе |
| 13 августа 2008 12:30 | Отчёт | Счёт по сетам: 25:19, 25:18, 25:11 |       |           | Столичный крытый стадион Зрителей: 12 000 Судьи: Лю Цзянь Патрисия Сальваторе |
| 13 августа 2008 12:30 | Отчёт | 75                                 | Очки  | 48        | Столичный крытый стадион Зрителей: 12 000 Судьи: Лю Цзянь Патрисия Сальваторе |

| 15 августа 2008 12:00 | Отчёт | Бразилия                          | 3 :0 | Казахстан | Пекинский институт технологий Зрителей: 3 500 Судьи: Деян Жованович Карин Захоркова |
| 15 августа 2008 12:00 | Отчёт | Счёт по сетам: 25:13, 25:6, 27:25 |      |           | Пекинский институт технологий Зрителей: 3 500 Судьи: Деян Жованович Карин Захоркова |
| 15 августа 2008 12:00 | Отчёт | 77                                | Очки | 44        | Пекинский институт технологий Зрителей: 3 500 Судьи: Деян Жованович Карин Захоркова |

| 17 августа 2008 10:00 | Отчёт | Казахстан                                 | 3 : 1 | Алжир | Пекинский институт технологий Зрителей: 3 500 Судьи: Патрисия Сальваторе Массимо Менгини |
| 17 августа 2008 10:00 | Отчёт | Счёт по сетам: 25:18, 25:20, 17:25, 25:16 |       |       | Пекинский институт технологий Зрителей: 3 500 Судьи: Патрисия Сальваторе Массимо Менгини |
| 17 августа 2008 10:00 | Отчёт | 92                                        | Очки  | 79    | Пекинский институт технологий Зрителей: 3 500 Судьи: Патрисия Сальваторе Массимо Менгини |

## Гандбол
Спортсменов — 14
Женская команда
Ольга Травникова, Елена Илюхина, Екатерина Тяпкова, Юлия Маркович, Татьяна Парфенова, Ксения Никандрова, Наталья Кубрина, Гульзира Искакова, Ольга Аджигерская, Марина Пикалова, Яна Васильева, Наталья Яковлева, Елена Портова, Ирина Боречко
Тренеры: Лев Яниев (главный), Игорь Андреюшкин.
Руководитель команды — Гульнара Турлыханова (президент федерации гандбола республики).
Группа A
| Место | Команда   | В | Н | П | МЗ  | МП  | МР  | Очки |
| ----- | --------- | - | - | - | --- | --- | --- | ---- |
| 1     | Норвегия  | 5 | 0 | 0 | 154 | 106 | +48 | 10   |
| 2     | Румыния   | 4 | 0 | 1 | 150 | 112 | +38 | 8    |
| 3     | Китай     | 2 | 0 | 3 | 122 | 135 | −13 | 4    |
| 4     | Франция   | 2 | 0 | 3 | 121 | 128 | −7  | 4    |
| 5     | Казахстан | 1 | 1 | 3 | 109 | 137 | −28 | 3    |
| 6     | Ангола    | 0 | 1 | 4 | 109 | 147 | −38 | 1    |

| 9 августа 2008 14:00 (UTC+8) | Отчёт | Румыния | 31:19 (13:10) | Казахстан      | Олимпийский центр спорта, Пекин Судьи: Менесес, Пинто |
| 9 августа 2008 14:00 (UTC+8) | Отчёт | Элизе 6 | Голы          | Аджигерская 10 | Олимпийский центр спорта, Пекин Судьи: Менесес, Пинто |

| 11 августа 2008 9:00 (UTC+8) | Отчёт | Казахстан     | 18:21 (8:10) | Франция    | Олимпийский центр спорта, Пекин Судьи: Брето, Уелин |
| 11 августа 2008 9:00 (UTC+8) | Отчёт | Аджигерская 7 | Голы         | Лакрабер 6 | Олимпийский центр спорта, Пекин Судьи: Брето, Уелин |

| 13 августа 2008 19:00 (UTC+8) | Отчёт | Норвегия          | 35:19 (14:10) | Казахстан   | Олимпийский центр спорта, Пекин Судьи: Менесес, Пинто |
| 13 августа 2008 19:00 (UTC+8) | Отчёт | Ниберг 5, Либек 5 | Голы          | Васильева 6 | Олимпийский центр спорта, Пекин Судьи: Менесес, Пинто |

| 15 августа 2008 09:00 (UTC+8) | Отчёт | Казахстан  | 29:26 (14:10) | Китай        | Олимпийский центр спорта, Пекин Судьи: Лемме, Ульрих |
| 15 августа 2008 09:00 (UTC+8) | Отчёт | Пикалова 8 | Голы          | Ли Вэйвэй 11 | Олимпийский центр спорта, Пекин Судьи: Лемме, Ульрих |

| 17 августа 2008 10:45 (UTC+8) | Отчёт | Ангола  | 24:24 (16:14) | Казахстан                           | Олимпийский центр спорта, Пекин Судьи: Дин, Дину |
| 17 августа 2008 10:45 (UTC+8) | Отчёт | Бенге 6 | Голы          | Кубрина 5, Портова 5, Аджигерская 5 | Олимпийский центр спорта, Пекин Судьи: Дин, Дину |

## Гимнастика

### Художественная гимнастика
Спортсменов — 1
Тренер — Екатерина Панченко.
| Спортсмен    | Дисциплина     | Финал      | Финал      | Финал      | Финал      | Финал  | Финал |
| Спортсмен    | Дисциплина     | Обруч      | Мяч        | Булавы     | Лента      | Итого  | Место |
| ------------ | -------------- | ---------- | ---------- | ---------- | ---------- | ------ | ----- |
| Алия Юсупова | Индивидуальный | 17.625 (6) | 17.825 (5) | 17.650 (4) | 16.700 (7) | 69.800 | 5     |

## Академическая гребля
Спортсменов — 3
Главный тренер — Анна Белоногова.
Женщины
| Спортсмен(ы)                          | Дисциплина                | Отборочные гонки | Отборочные гонки | Дополнительные/Четвертьфиналы | Дополнительные/Четвертьфиналы | Полуфиналы | Полуфиналы | Финал   | Финал | Итоговое место |
| Спортсмен(ы)                          | Дисциплина                | Время            | Место            | Время                         | Место                         | Время      | Место      | Время   | Место | Итоговое место |
| ------------------------------------- | ------------------------- | ---------------- | ---------------- | ----------------------------- | ----------------------------- | ---------- | ---------- | ------- | ----- | -------------- |
| Инга Дудченко                         | Одиночки                  | 8:28.24          | 4 Q              | 8:15.88                       | 5 SC/D                        | 8:16.95    | 3 FC       | 8:16.09 | 6     | 18             |
| Александра Опачанова Наталья Воронова | Парные двойки, лёгкий вес | 7:29.07          | 6 R              | 7:54.12                       | 5 FC                          | не прошла  | не прошла  | 7:32.36 | 4     | 16             |

## Гребля на байдарках и каноэ

### Гребля на байдарках и каноэ
Спортсменов — 6
Тренеры: Александр Давыдов (главный), Александр Акунишников.
| Спортсмен                              | Дисциплина | Заплывы  | Заплывы | Полуфиналы | Полуфиналы | Финал     | Финал     |
| Спортсмен                              | Дисциплина | Время    | Место   | Время      | Место      | Время     | Место     |
| -------------------------------------- | ---------- | -------- | ------- | ---------- | ---------- | --------- | --------- |
| Михаил Емельянов                       | К-1 500 м  | 1:54.832 | 5       | 2:06.908   | 8          | не прошёл | не прошёл |
| Михаил Емельянов                       | К-1 1000 м | 4:19.259 | 7       | 4:16.813   | 8          | не прошёл | не прошёл |
| Александр Дядчук Кайсар Нурмаганбетов  | К-2 500 м  | 1:45.730 | 7       | 1:44.992   | 7          | не прошли | не прошли |
| Алексей Дергунов                       | Б-1 500 м  | 1:39.82  | 6       | 1:47.573   | 7          | не прошёл | не прошёл |
| Дмитрий Торлопов                       | Б-1 1000 м | 3:39.671 | 6       | 3:47.212   | 8          | не прошёл | не прошёл |
| Дмитрий Кальтенбергер Дмитрий Торлопов | Б-2 500 м  | 1:33.363 | 7       | 1:33.512   | 6          | не прошли | не прошли |

### Гребной слалом
Спортсменов — 1
Женщины
| Спортсмен          | Соревнование | Отборочные | Отборочные | Отборочные | Отборочные | Отборочные | Отборочные | Полуфинал | Полуфинал | Финал     | Финал     | Итого  | Место |
| Спортсмен          | Соревнование | Заплыв 1   | Место      | Заплыв 2   | Место      | Итого      | Место      | Время     | Место     | Время     | Место     | Итого  | Место |
| ------------------ | ------------ | ---------- | ---------- | ---------- | ---------- | ---------- | ---------- | --------- | --------- | --------- | --------- | ------ | ----- |
| Екатерина Лукичева | К-1          | 113.26     | 15         | 108.03     | 14         | 221.29     | 11         | 128.08    | 12        | не прошла | не прошла | 128.08 | 12    |

## Дзюдо
Спортсменов — 10
Тренеры: Владимир Каплин (мужчины), Канат Байшулаков (женщины).
Мужчины
| Саламат Утарбаев  | До 60 кг     |  | Лю Жэньван 00001/0001 П     | не прошёл                  | не прошёл                     | не прошёл               | не прошёл                 | не прошёл | не прошёл | не прошёл                      |           |           |
| Ринат Ибрагимов   | До 73 кг     |  | Ван Гичхун 0000/1011 П      | не прошёл                  | не прошёл                     | не прошёл               | Шокир Муминов 0001/1010 П | не прошёл | не прошёл | не прошёл                      |           |           |
| Асхат Житкеев     | До 100 кг    |  | Талал Аль-Энези 1110/0000 В | Амел Мекич 1010S1/0001S2 В | Даниэль Хадфи 1111S3/0100S1 В | Хенк Грол 1010/0100 В   |                           |           |           | Найдан Тувшинбаяр 0001/01201 П |           |           |
| Елдос Ихсангалиев | Свыше 100 кг |  |                             |                            | Семир Пепич 0020/0000S2 В     | Тедди Ринер 1000/0000 П | не прошёл                 | не прошёл | не прошёл | не прошёл                      | не прошёл | не прошёл |

Женщины
| Спортсмен         | Категория   | Отборочный раунд | 1/16                             | 1/8                        | Четвертьфиналы           | Полуфиналы | Матчи за 3-е место. 1-й раунд   | Матчи за 3-е место. Четвертьфиналы | Матчи за 3-е место. Полуфиналы | Финал/Матч за 3-е место   |
| Спортсмен         | Категория   | Результат        | Результат                        | Результат                  | Результат                | Результат  | Результат                       | Результат                          | Результат                      | Результат                 |
| ----------------- | ----------- | ---------------- | -------------------------------- | -------------------------- | ------------------------ | ---------- | ------------------------------- | ---------------------------------- | ------------------------------ | ------------------------- |
| Келбет Нургазина  | До 48 кг    |                  | Фредерик Жоссине 1000/0000 В     | Ханату Уэлого 1001/00001 В | Пак Ок-Сон 00011/00111 П | не прошла  |                                 | Ана Хормиго 0001/00021 П           | не прошла                      | не прошла                 |
| Шолпан Калиева    | До 52 кг    |                  |                                  | Ши Пейджун 00212/00201 В   | Ан Кум-Э 0000/0200 П     | не прошла  |                                 | Флор Веласкес Артахона 0010/0000 В | Ильз Эйлен 1000/0000 В         | Сорая Хаддад 00102/0121 П |
| Гульзат Уралбаева | До 57 кг    |                  | Валери Готай 01001/1001 П        | не прошла                  | не прошла                | не прошла  | не прошла                       | не прошла                          | не прошла                      | не прошла                 |
| Жанар Жанзунова   | До 70 кг    |                  | Юри Алвеар 0000/1000 П           | не прошла                  | не прошла                | не прошла  | не прошла                       | не прошла                          | не прошла                      | не прошла                 |
| Сагат Абикеева    | До 78 кг    |                  | Яленнис Кастилло 0000S1/1021 П   | не прошла                  | не прошла                | не прошла  | Стефани Поссоме 0001S2-1010S1 П | не прошла                          | не прошла                      | не прошла                 |
| Гульжан Исанова   | Свыше 78 кг |                  | Урсула Садковска 0101S2/0010S1 В | Луция Полавдер 0001/1000 П | не прошла                | не прошла  | не прошла                       | Церенханд Доржготов 0000/1000 П    | не прошла                      | не прошла                 |

## 

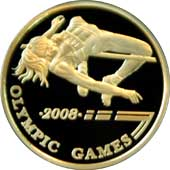
Реверс памятной монеты Казахстана номиналом 500 тенге, посвящённой прыжкам в высоту на Олимпийских играх 2008 года

## Лёгкая атлетика
Спортсменов — 197 мужчин и 12 женщин
Тренеры: Александр Кощеев (главный), Василий Карпов, Сергей Алексеев, Михаил Фролов, Владимир Никитенко, Куандык Ельжанов.
Мужчины
| Дисциплина        | Спортсмены        | Квалификация   | Квалификация   | Полуфиналы | Полуфиналы | Финал       | Финал       |
| Дисциплина        | Спортсмены        | Результат      | Место          | Результат  | Место      | Результат   | Место       |
| ----------------- | ----------------- | -------------- | -------------- | ---------- | ---------- | ----------- | ----------- |
| 200 м             | Вячеслав Муравьёв | 21.68          | 56             | не прошёл  | не прошёл  | не прошёл   | не прошёл   |
| 400 м с барьерами | Евгений Мелешенко | не финишировал | не финишировал | не прошёл  | не прошёл  | не прошёл   | не прошёл   |
| 20 км, ходьба     | Рустам Куватов    |                |                |            |            | 1ч 28:25    | 42          |
| Марафон           | Тахир Мамашаев    |                |                |            |            | 2ч 30:26    | 70          |
| Прыжок в высоту   | Сергей Засимович  | 2.10           | 37             | не прошёл  | не прошёл  | не прошёл   | не прошёл   |
| Тройной прыжок    | Роман Валиев      | 16.20          | 30             | не прошёл  | не прошёл  | не прошёл   | не прошёл   |
| Десятиборье       | Дмитрий Карпов    |                |                |            |            | не закончил | не закончил |

Женщины
| Дисциплина        | Спортсмены          | Предварительные забеги | Предварительные забеги | Полуфиналы | Полуфиналы | Финал       | Финал       |
| Дисциплина        | Спортсмены          | Результат              | Место                  | Результат  | Место      | Результат   | Место       |
| ----------------- | ------------------- | ---------------------- | ---------------------- | ---------- | ---------- | ----------- | ----------- |
| 100 м с барьерами | Наталья Ивонинская  | 13.20                  | 27                     | не прошла  | не прошла  | не прошла   | не прошла   |
| 100 м с барьерами | Анастасия Пилипенко | 12.99                  | 17                     | не прошла  | не прошла  | не прошла   | не прошла   |
| 400 м             | Ольга Терешкова     | 53.36                  | 40                     | не прошла  | не прошла  | не прошла   | не прошла   |
| 400 м с барьерами | Татьяна Азарова     | 56.88                  | 19                     | не прошла  | не прошла  | не прошла   | не прошла   |
| 20 км, ходьба     | Светлана Толстая    |                        |                        |            |            | 1 ч 34:03   | 29          |
| Семиборье         | Ирина Науменко      |                        |                        |            |            | не окончила | не окончила |
| Ядро              | Иоланта Ульева      | 15.49                  | 32                     | не прошла  | не прошла  | не прошла   | не прошла   |
| Тройной прыжок    | Ольга Рыпакова      | 14.64                  | 4                      |            |            | 15.11       | 4           |
| Тройной прыжок    | Елена Парфёнова     | 13.46                  | 27                     | не прошла  | не прошла  | не прошла   | не прошла   |
| Тройной прыжок    | Ирина Литвиненко    | 12.92                  | 32                     | не прошла  | не прошла  | не прошла   | не прошла   |
| Прыжок в длину    | Ольга Рыпакова      | 6.30                   | 29                     | не прошла  | не прошла  | не прошла   | не прошла   |
| Прыжок в высоту   | Марина Аитова       | 1.93                   | 1                      |            |            | 1.93        | 10          |
| Прыжок в высоту   | Екатерина Евсеева   | 1.85                   | 28                     | не прошла  | не прошла  | не прошла   | не прошла   |

## Настольный теннис
Спортсменов — 1
Тренер — Евгений Тимченко.
Женщины
| Спортсмен       | Дисциплина       | Отборочный раунд                            | Раунд 1   | Раунд 2   | Раунд 3   | Раунд 4   | 1/4       | 1/2       | Финал     |
| --------------- | ---------------- | ------------------------------------------- | --------- | --------- | --------- | --------- | --------- | --------- | --------- |
| Марина Шумакова | Одиночный разряд | Маргарита Песоцкая П 8-11, 6-11, 6-11, 6-11 | не прошла | не прошла | не прошла | не прошла | не прошла | не прошла | не прошла |

## Плавание
Спортсменов — 12
Тренеры: Олег Вагизов (главный), Майкл Ломберг, Владимир Котов (тренер Е.Рыжкова).
Мужчины
| Спортсмен          | Дисциплина                 | Квалификация | Квалификация | Полуфинал | Полуфинал | Финал     | Финал     |
| Спортсмен          | Дисциплина                 | Время        | Место        | Время     | Место     | Время     | Место     |
| ------------------ | -------------------------- | ------------ | ------------ | --------- | --------- | --------- | --------- |
| Станислав Кузьмин  | 50 м вольным стилем        | 22.91        | 48           | не прошёл | не прошёл | не прошёл | не прошёл |
| Александр Скляр    | 100 м вольным стилем       | 51.24        | 52           | не прошёл | не прошёл | не прошёл | не прошёл |
| Рустам Худиев      | 100 м баттерфляй           | 54.62        | 56           | не прошёл | не прошёл | не прошёл | не прошёл |
| Станислав Осинский | 100 м на спине             | 57.42        | 42           | не прошёл | не прошёл | не прошёл | не прошёл |
| Владислав Поляков  | 100 м брасс                | 1:00.80      | 17           | не прошёл | не прошёл | не прошёл | не прошёл |
| Владислав Поляков  | 200 м брасс                | 2:10.83      | 11           | 2:11.87   | 15        | не прошёл | не прошёл |
| Евгений Рыжков     | 100 м брасс                | 1:01.83      | 35           | не прошёл | не прошёл | не прошёл | не прошёл |
| Евгений Рыжков     | 200 м брасс                | 2:12.44      | 25           | не прошёл | не прошёл | не прошёл | не прошёл |
| Артур Дильман      | 200 м вольным стилем       | 1:52.90      | 52           | не прошёл | не прошёл | не прошёл | не прошёл |
| Олег Работа        | 200 м на спине             | 2:01.95      | 33           | не прошёл | не прошёл | не прошёл | не прошёл |
| Олег Работа        | 400 м вольным стилем       | 4:02.16      | 36           | не прошёл | не прошёл | не прошёл | не прошёл |
| Дмитрий Гордиенко  | 200 м комплексное плавание | 2:03.92      | 37           | не прошёл | не прошёл | не прошёл | не прошёл |
| Дмитрий Гордиенко  | 400 м комплексное плавание | 4:25.20      | 26           | не прошёл | не прошёл | не прошёл | не прошёл |

Женщины
| Спортсмен          | Дисциплина          | Квалификация | Квалификация | Полуфинал | Полуфинал | Финал     | Финал     |
| Спортсмен          | Дисциплина          | Время        | Место        | Время     | Место     | Время     | Место     |
| ------------------ | ------------------- | ------------ | ------------ | --------- | --------- | --------- | --------- |
| Марина Муляева     | 50 м вольным стилем | 26.57        | 46           | не прошла | не прошла | не прошла | не прошла |
| Екатерина Садовник | 100 м брасс         | 1:11.14      | 34           | не прошла | не прошла | не прошла | не прошла |
| Екатерина Руденко  | 100 м на спине      | 1:04.85      | 45           | не прошла | не прошла | не прошла | не прошла |

## Синхронное плавание
Спортсменов — 2
| Спортсмены                | Дисциплина   | Обязательная техническая программа | Обязательная техническая программа | Свободная программа (отбор) | Свободная программа (отбор) | Свободная программа (финал) | Свободная программа (финал) |
| Спортсмены                | Дисциплина   | Очки                               | Место                              | Очки                        | Место                       | Очки                        | Место                       |
| ------------------------- | ------------ | ---------------------------------- | ---------------------------------- | --------------------------- | --------------------------- | --------------------------- | --------------------------- |
| Айнур Керей Арна Токтаган | Женский дуэт | 41.750                             | 20                                 | 84.333                      | 20                          | не прошли                   | не прошли                   |

## Современное пятиборье
Спортсменов — 2
Женщины
| Спортсмен          | Стрельба   | Фехтование | Плавание       | Верховая езда | Бег            | Итого очков | Место |
| ------------------ | ---------- | ---------- | -------------- | ------------- | -------------- | ----------- | ----- |
| Лада Джиенбаланова | 170 (976)  | 15 (760)   | 2:19.13 (1252) | 142.90 (748)  | DNS (0)        | 3736        | 36    |
| Галина Долгушина   | 176 (1048) | 23 952     | 2:26.28 (1168) | 69.21 (1144)  | 11:44.57 (904) | 5216        | 26    |

## Стрельба
Спортсменов — 6

### Стендовая стрельба
Тренер — Олег Почивалов (главный).
Женщины
| Спортсмен       | Дисциплина | Квалификация | Квалификация | Финал | Финал | Место |
| Спортсмен       | Дисциплина | Очки         | Место        | Очки  | Итого | Место |
| --------------- | ---------- | ------------ | ------------ | ----- | ----- | ----- |
| Елена Стручаева | Трап       | 69           | 3            | 17    | 86    | 6     |

### Пулевая стрельба
Тренеры: Станислав Лапидус (главный), Сания Юнусметова.
Мужчины
| Спортсмен       | Дисциплина                    | Квалификация | Квалификация | Финал     | Финал     | Место |
| Спортсмен       | Дисциплина                    | Очки         | Место        | Очки      | Итого     | Место |
| --------------- | ----------------------------- | ------------ | ------------ | --------- | --------- | ----- |
| Виталий Довгун  | Пневматическая винтовка, 10 м | 587          | 38           | не прошёл | не прошёл | 38    |
| Виталий Довгун  | Винтовка, 50 м                | 592          | 20           | не прошёл | не прошёл | 20    |
| Виталий Довгун  | Винтовка с трёх позиций, 50 м | 1158         | 32           | не прошёл | не прошёл | 32    |
| Юрий Юрков      | Пневматическая винтовка, 10 м | 586          | 42           | не прошёл | не прошёл | 42    |
| Юрий Юрков      | Винтовка, 50 м                | 588          | 42           | не прошёл | не прошёл | 42    |
| Юрий Юрков      | Винтовка с трёх позиций, 50 м | 1162         | 27           | не прошёл | не прошёл | 27    |
| Рашид Юнусметов | Пневматический пистолет, 10 м | 578          | 19           | не прошёл | не прошёл | 19    |
| Рашид Юнусметов | Пистолет, 50 м                | 555          | 17           | не прошёл | не прошёл | 16    |

Женщины
| Спортсмен          | Дисциплина                    | Квалификация | Квалификация | Финал     | Финал     | Место |
| Спортсмен          | Дисциплина                    | Очки         | Место        | Очки      | Итого     | Место |
| ------------------ | ----------------------------- | ------------ | ------------ | --------- | --------- | ----- |
| Ольга Довгун       | Пневматическая винтовка, 10 м | 397          | 6            | 101.1     | 498.1     | 6     |
| Ольга Довгун       | Винтовка с трёх позиций, 50 м | 588          | 3            | 98.3      | 686.3     | 6     |
| Зауреш Байбусинова | Пневматический пистолет, 10 м | 382          | 13           | не прошла | не прошла | 13    |
| Зауреш Байбусинова | Пистолет, 25 м                | 571          | 31           | не прошла | не прошла | 31    |

## Стрельба из лука
Спортсменов — 1
Женщины
| Спортсмен         | Соревнования   | Квалификация | Квалификация | 1/32                      | 1/16      | 1/8       | Четвертьфиналы | Полуфиналы | Финал     | Финал |
| Спортсмен         | Соревнования   | Очки         | Место        | Результат                 | Результат | Результат | Результат      | Результат  | Результат |       |
| ----------------- | -------------- | ------------ | ------------ | ------------------------- | --------- | --------- | -------------- | ---------- | --------- | ----- |
| Анастасия Баннова | Индивидуальное | 628          | 35           | Наталья Валеева 105-107 П | не прошла | не прошла | не прошла      | не прошла  | не прошла |       |

## Тхэквондо
Спортсменов — 2
Тренеры: Максут Нарбаев (главный), Чой Джон Кук (консультант), Мустахим Кабдрашев.
Мужчины
| Спортсмен      | Категория   | 1/8                          | 1/4       | 1/2       | Доп. 1/4 | Доп. 1/2             | Финал/ Матч за 3-е место |
| -------------- | ----------- | ---------------------------- | --------- | --------- | -------- | -------------------- | ------------------------ |
| Арман Чилманов | Свыше 80 кг | Александрос Николаидис П 3-4 | не прошел | не прошел |          | Абделькадер Зроури В | Ангель Володиа Матос В   |

Женщины
| Спортсмен   | Категория | 1/8                         | 1/4       | 1/2       | Доп. 1/4  | Доп. 1/2  | Финал     |
| ----------- | --------- | --------------------------- | --------- | --------- | --------- | --------- | --------- |
| Лия Нуркина | До 67 кг  | Глэдис Пейшенс Элангю П 0-3 | не прошла | не прошла | не прошла | не прошла | не прошла |

## Триатлон
Спортсменов — 2
Главный тренер — Юрий Соловьев.
Мужчины
| Дмитрий Гааг   | Индивидуальный | не стартовал | не стартовал | не стартовал | не стартовал | не стартовал | не стартовал | не стартовал |
| Даниил Сапунов | Индивидуальный | 18:11        | 59:05        | 32:45        | 1:50:58.93   | 21           |              |              |

## Тяжёлая атлетика
Спортсменов — 9
Тренеры: Алексей Ни (главный), Энвер Туркилери (консультант), Вилорий Пак (старший, мужчины), Батырбек Оздоев (старший, женщины).
Руководитель команды — Кайрат Турлыханов (президент федерации тяжелой атлетики республики).
Мужчины
| Спортсмен         | Категория | Рывок     | Рывок | Толчок    | Толчок | Сумма  | Место |
| Спортсмен         | Категория | Результат | Место | Результат | Место  | Сумма  | Место |
| ----------------- | --------- | --------- | ----- | --------- | ------ | ------ | ----- |
| Владимир Кузнецов | до 77 кг  | 160 кг    | 7     | 191 кг    | 10     | 351 кг | 9     |
| Владимир Седов    | до 85 кг  | 180 кг    | 3     | 200 кг    | 9      | 380 кг | 4     |
| Илья Ильин        | до 94 кг  | 180 кг    | 4     | 226 кг    | 1      | 406    |       |
| Бахыт Ахметов     | до 105 кг | 190 кг    | 4     | 225 кг    | 6      | 415    | 5     |
| Сергей Истомин    | до 105 кг | 181 кг    | 9     | 225 кг    | 5      | 406    | 8     |

Женщины
| Спортсмен         | Категория   | Рывок         | Рывок         | Толчок        | Толчок        | Сумма         | Место         |
| Спортсмен         | Категория   | Результат     | Место         | Результат     | Место         | Сумма         | Место         |
| ----------------- | ----------- | ------------- | ------------- | ------------- | ------------- | ------------- | ------------- |
| Майя Манеза       | до 63 кг    | не стартовала | не стартовала | не стартовала | не стартовала | не стартовала | не стартовала |
| Ирина Некрасова   | до 63 кг    | 110 кг        | 2             | 130 кг        | 2             | 240 кг        |               |
| Алла Важенина     | до 75 кг    | 119 кг        | 2             | 147 кг        | 3             | 266 кг        |               |
| Мария Грабовецкая | свыше 75 кг | 120 кг        | 3             | 150 кг        | 3             | 270 кг        |               |